# Петро Кривоніс (станція)
Петро́ Кривоні́с — проміжна залізнична станція 5-го класу Київського залізничного вузла Південно-Західної залізниці на електрифікованій лінії Київ-Деміївський — Миронівка між зупинними пунктами Проспект Науки та Лісники. Розташована вздовж вулиць Пирогівський шлях та Столичного шосе, за адресою: Мисливський провулок (саме цією вулицею можливий під'їзд до станції).

## Історія
Станція відкрита у 1980 році, під час прокладання залізничної лінії Київ-Деміївський — Миронівка на початку 1980-х років. Назву отримала на честь українського радянського державного діяча, залізничника, одного з ініціаторів стаханівського руху на залізничному транспорті УРСР, колишнього начальника Південно-Західної залізниці, Героя Соціалістичної Праці (05.11.1943) Петра Кривонос. Петро Кривонос довів технічну швидкість потяга до 45 км/год, за що у серпні 1935 року був нагороджений орденом Леніна.

## Пасажирське сполучення
На станції зупиняються приміські електропоїзди Миронівського напрямку.